# Східна Сьєрра-Мадре
Схі́дна Сьє́рра-Ма́дре (ісп. Sierra Madre Oriental) — гірська система на північному сході Мексики, розташована на східному краю Мексиканського нагір'я. Являє собою систему паралельних хребтів довжиною близько 1000 км. У північній частині представлена кількома хребтами висотою від 1000 до 3000 м. У центрі і на півдні хребти поділяються на окремі масиви висотою до 4000 м. На сході гори круто обриваються до берегової рівнині Мексиканської затоки, на захід до внутрішніх частин нагір'я місцями відходять відроги. Складені верхньомезозойськими породами.
Максимальна висота 4054 м над рівнем моря (гора Пенья-Невада). Також помітні Потосі (3720 м) і Сан-Рафаель (близько 3460 м). Мексиканське нагір'я (середня висота 1100 м) відокремлює Східну Сьєрра-Мадре від Західної Сьєрра-Мадре.
Гірські хребти Східної Сьєрра-Мадре проходять по мексиканських штатах Коауїла, Нуево-Леон, Тамауліпас, Сан-Луїс-Потосі, Керетаро, Ідальго та Пуебла, де з'єднується з Трансмексиканським вулканічним поясом, розташованим по осі захід-схід в центральній Мексиці.